# Fosciandora
Fosciandora is een gemeente in de Italiaanse provincie Lucca (regio Toscane) en telt 657 inwoners (31-12-2004). De oppervlakte bedraagt 19,8 km², de bevolkingsdichtheid is 33 inwoners per km².
De volgende frazioni maken deel uit van de gemeente: Ponte di Ceserana, Ceserana, La Villa, Lupinaia, Fosciandora, Migliano, Treppignana en Riana.

## Demografie
Fosciandora telt ongeveer 270 huishoudens. Het aantal inwoners daalde in de periode 1991-2001 met 3,2% volgens cijfers uit de tienjaarlijkse volkstellingen van ISTAT.
| Jaar | Inwoneraantal |
| ---- | ------------- |
| 1991 | 692           |
| 2001 | 670           |

## Geografie
De gemeente ligt op ongeveer 390 m boven zeeniveau.
Fosciandora grenst aan de volgende gemeenten: Barga, Castelnuovo di Garfagnana, Gallicano, Pieve Fosciana en Pievepelago (MO).

## Galerij

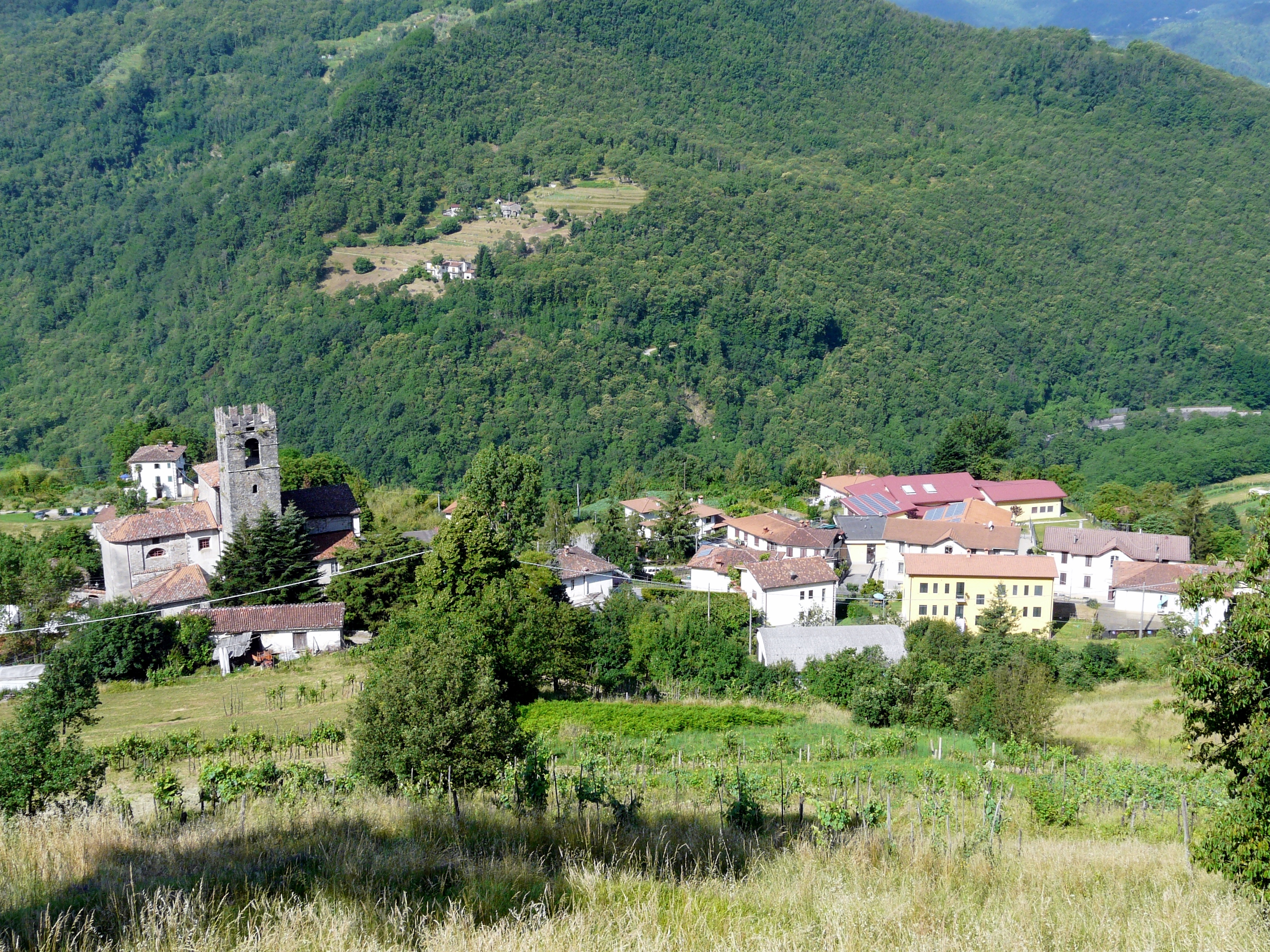
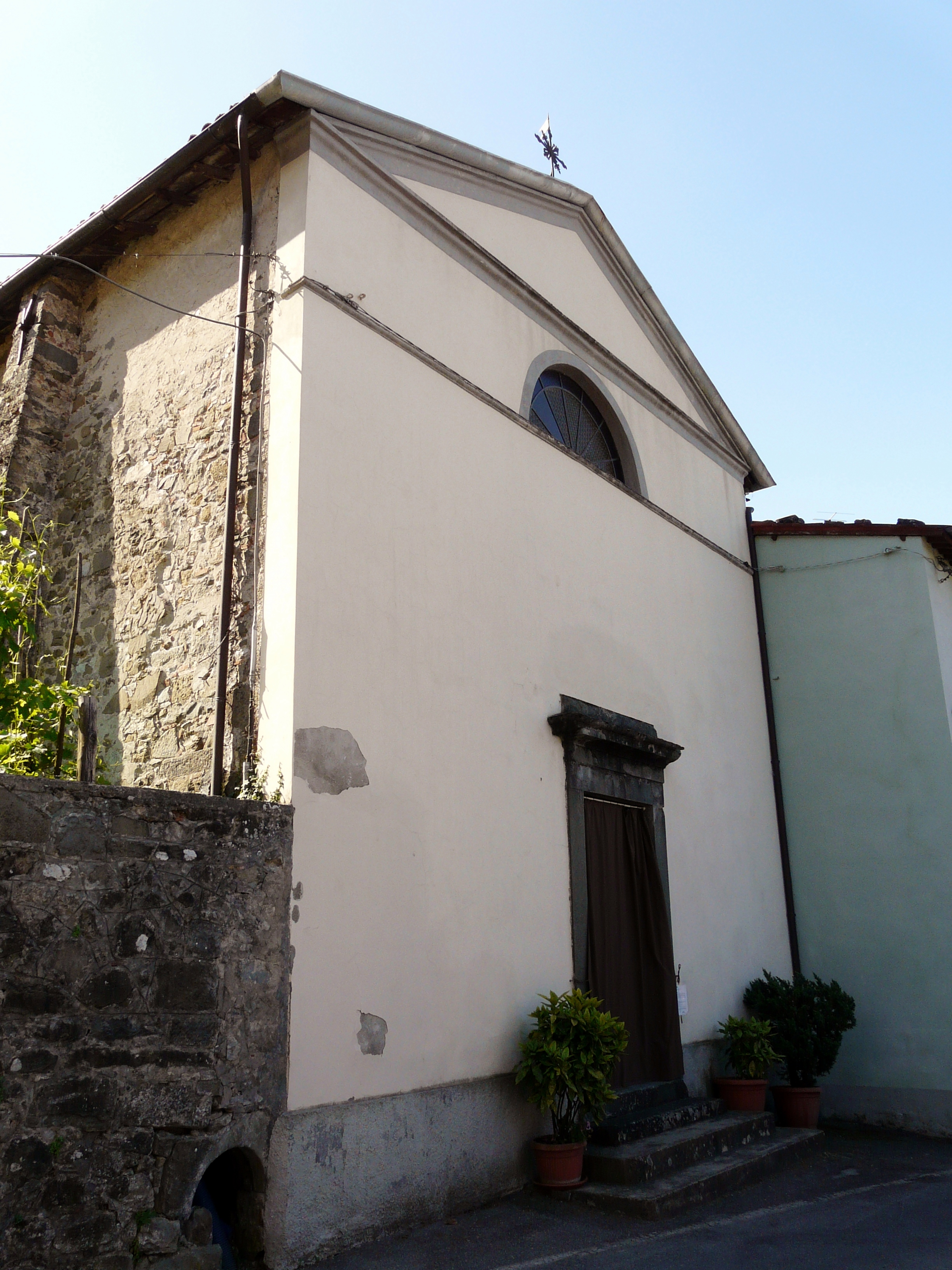
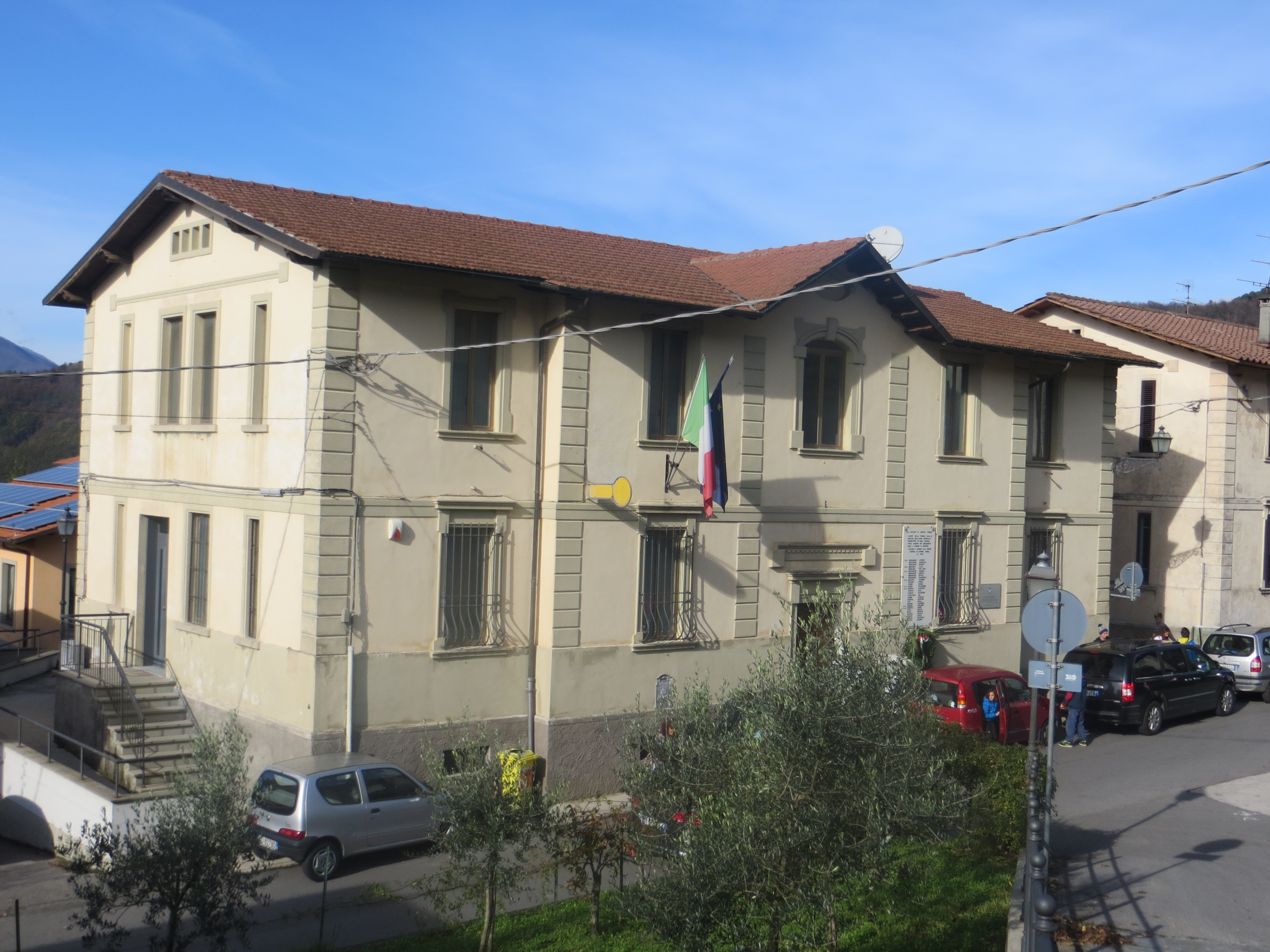
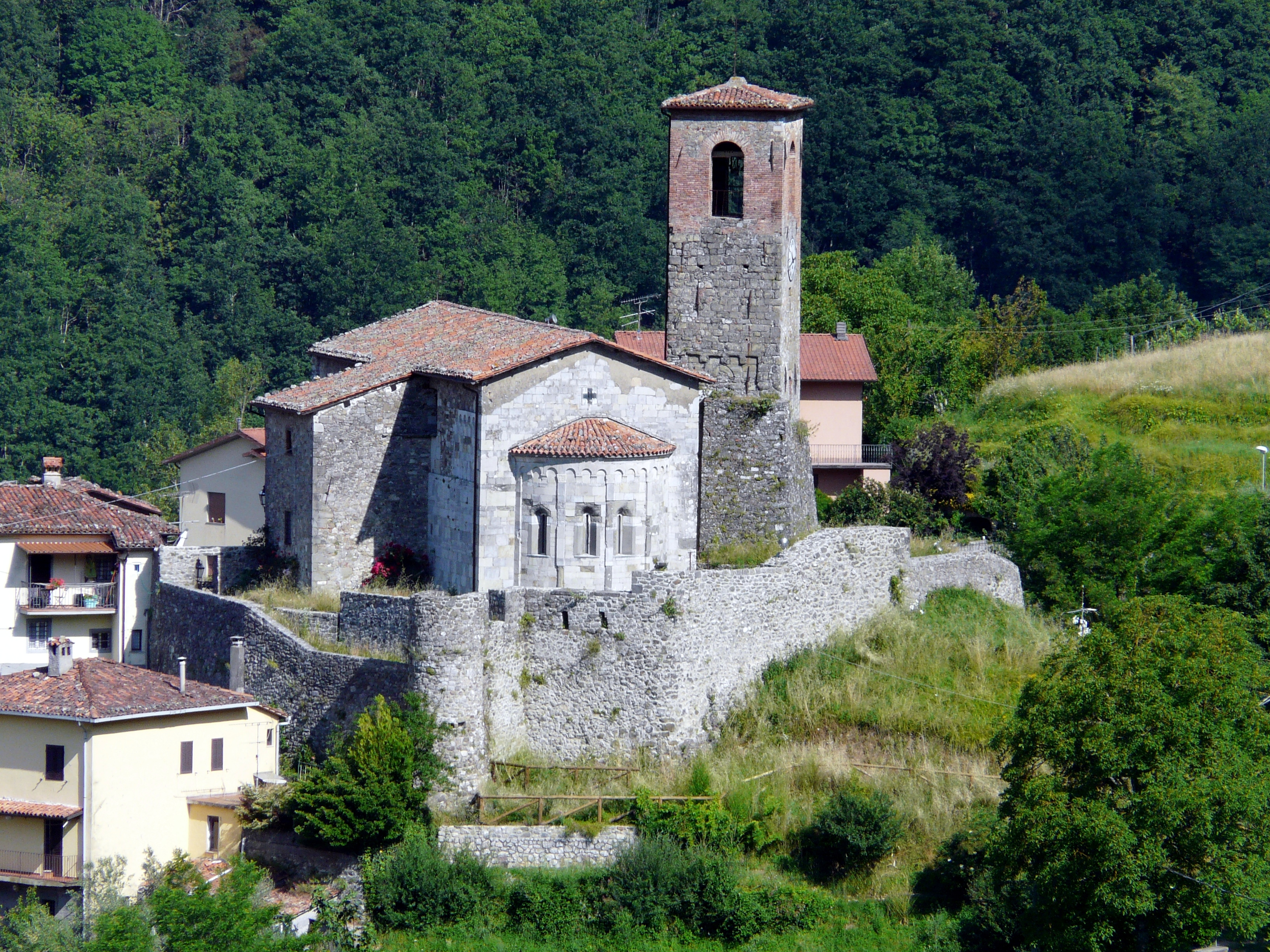

Altopascio · Bagni di Lucca · Barga · Borgo a Mozzano · Camaiore · Camporgiano · Capannori · Careggine · Castelnuovo di Garfagnana · Castiglione di Garfagnana · Coreglia Antelminelli · Fabbriche di Vallico · Forte dei Marmi · Fosciandora · Gallicano · Giuncugnano · Lucca · Massarosa · Minucciano · Molazzana · Montecarlo · Pescaglia · Piazza al Serchio · Pietrasanta · Pieve Fosciana · Porcari · San Romano in Garfagnana · Seravezza · Sillano · Stazzema · Vagli Sotto · Vergemoli · Viareggio · Villa Basilica · Villa Collemandina
1. ↑  https://demo.istat.it/?l=it.